# 아브라함 고트헬프 케스트너
아브라함 고트헬프 케스트너(독일어: Abraham Gotthelf Kästner IPA: [ˈaːbʀaham ˈɡɔthɛlf ˈkɛstnɐ], 라틴어: Ābrahamus Gotthelf Kaestnerus 아브라하무스 고트헬프 카이스트네루스[*], 1719~1800)는 독일의 수학자이다.

## 생애

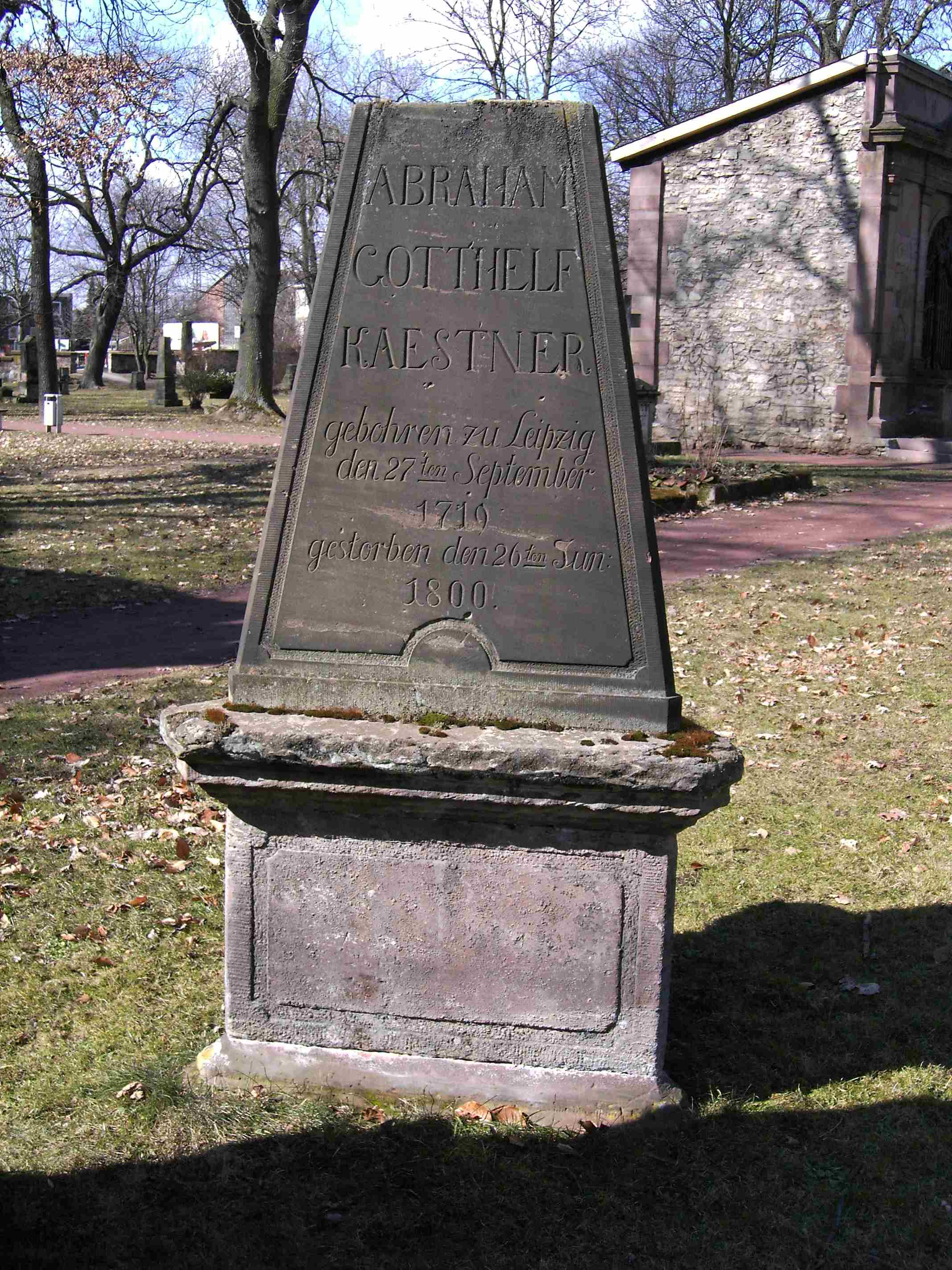
괴팅겐에 있는 케스트너의 묘비

1719년 9월 27일에 라이프치히에서 태어났다. 아버지 아브라함 케스트너(독일어: Abraham Kästner)는 법학 교수였다.
1731년에 라이프치히 대학교에 입학하여, 수학 · 물리학 · 법학 · 철학을 공부하였다. 1739년에 라이프치히 대학교에서 하빌리타치온을 수여받았으며, 이후 라이프치히 대학교에서 연구원(독일어: Privatdozent)으로서 강의하기 시작했다.
1745년에 아나 로지나 바우만(독일어: Anna Rosina Baumann)과 약혼하였다. 1749년에 라이프치히 대학교의 조교수가 되었으며, 1756년에 괴팅겐 대학교의 정교수가 되었다.
1757년에 아나 로지나 바우만과 결혼하였다. 그러나 바우만은 이듬해 1758년 3월 4일 사망하였다. 이후 케스트너는 가정부와 관계를 가져, 딸 카타리네(독일어: Catharine)를 사생(私生)하였다.
1800년에 괴팅겐에서 사망하였으며, 괴팅겐의 바르톨로메우스 공동 묘지(독일어: Bartholomäus-Friedhof)에 매장되었다.
케스트너를 기려 달의 한 크레이터가 “케스트너”(라틴어: crātēr Kästner)라고 명명되었다.

## 저서

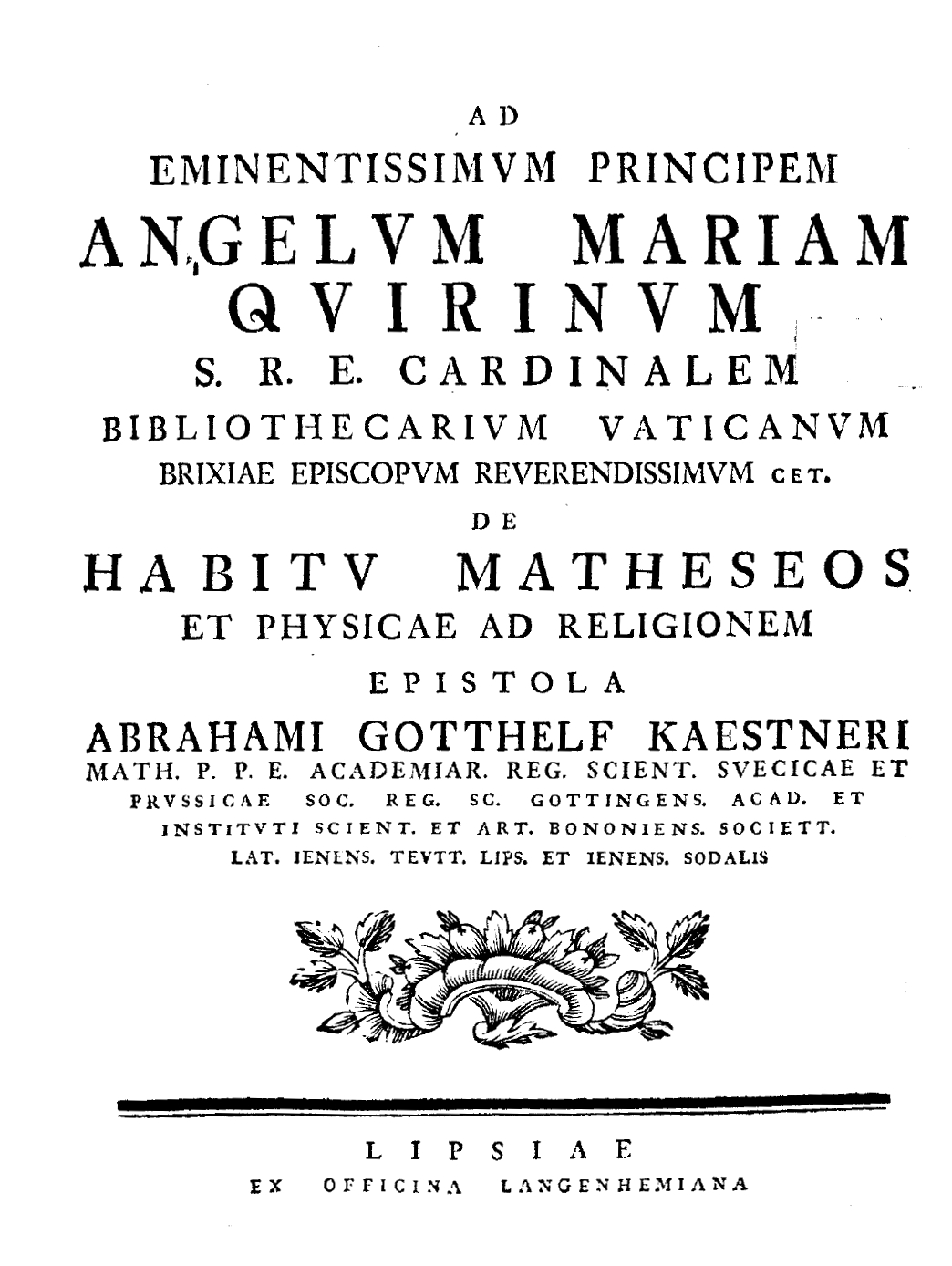
《수학과 물리학의 종교에 대한 태도에 대하여》의 표지

- Kaestnerus, Abrahamus Gotthelf (1752). 《De habitv matheseos et physicae ad religionem》 (라틴어). 라이프치히: Ex officina Langenhemiana.
  - 《수학과 물리학의 종교에 대한 태도에 대하여》
- Kästner, Abraham Gotthelf (1758–1769). 《Anfangsgründe der Mathematik》 (독일어). 괴팅겐: im Verlag der Wittwe Vandenhoek.[깨진 링크(과거 내용 찾기)] (총 4권)
  - 《수학 기초론》
- Kästner, Abraham Gotthelf (1796–1800). 《Geſchichte der Mathematik ſeit der Wiederherſtellung der Wiſſenſchaften bis an das Ende des achtzehnten Jahrhunderts》 (독일어). 괴팅겐: bey Johann Georg Roſenbuſch’s Wittwe. (총 4권)
  - 《과학의 회복으로부터 18세기 말까지의 수학사》